# Larry Hagman
Larry Martin Hagman (Fort Worth, 21 settembre 1931 – Dallas, 23 novembre 2012) è stato un attore statunitense.
Raggiunse la notorietà grazie al ruolo del maggiore Anthony Nelson, pilota astronauta della NASA, nella sitcom Strega per amore (1965-1970), con Barbara Eden, mentre divenne famoso in tutto il mondo per l'interpretazione dello spietato petroliere J.R. Ewing nella soap opera Dallas dal 1978 al 1991, e nuovamente dal 2012 nell'omonimo sequel.
Tra i numerosi film da lui interpretati, da ricordare Prima vittoria (1965), La notte dell'aquila (1976), Superman (1978), S.O.B. (1981), Gli intrighi del potere - Nixon (1996) e I colori della vittoria (1998).

## Biografia e carriera
Figlio di Mary Martin, grande attrice di Broadway, e di Benjamin Jackson Hagman (1908-1965), dopo la separazione dei suoi genitori andò a vivere in California con la nonna. All'età di dodici anni, dopo la morte della nonna, tornò a vivere con la madre. Dopo aver frequentato il college, intraprese la carriera artistica e si stabilì per cinque anni in Inghilterra, dove era giunto lavorando come attore in uno spettacolo teatrale portato in tournée dalla madre. Entrò quindi a far parte dell'U.S. Air Force e continuò l'esperienza artistica producendo e dirigendo molti allestimenti teatrali. In questo periodo incontrò e si innamorò di Maj Axelsson, una giovane designer svedese che sposò nel dicembre del 1954.

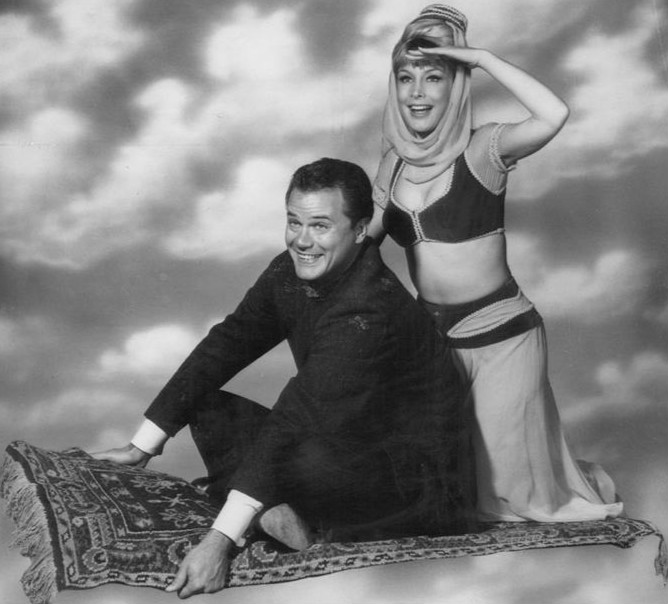
Larry Hagman con Barbara Eden in Strega per amore

Tornato negli Stati Uniti, iniziò a lavorare regolarmente per la televisione. Ottenne un ruolo fisso nella soap opera pomeridiana Ai confini della notte, dove interpretò il giovane avvocato Ed Gibson, ruolo che ricoprì dal 1961 al 1963. Dopo otto anni a New York, decise di trasferirsi a Hollywood con la moglie e i figli. Nel 1965 ottenne il suo primo grande successo vestendo i panni dell'astronauta Tony Nelson nella sitcom Strega per amore (I Dream of Jeannie), accanto a Barbara Eden, ruolo ricoperto fino al 1970 per un totale di 139 episodi.
Nel 1978 accettò il ruolo del perfido J.R. Ewing in Dallas che proseguì per tredici anni consecutivi, fino al 1991. La prova che il personaggio di J.R. aveva raggiunto una notorietà a livello mondiale arrivò nel novembre del 1980, quando l'episodio Who Shot J.R. (Chi ha sparato a J.R.) venne visto da 350 milioni di telespettatori in 57 paesi. Hagman interpretò il ruolo di J.R. anche in due film TV, Dallas: Il ritorno di J.R. (1996) e Dallas: La guerra degli Ewing (1998). Nel 2012 accettò di riprendere lo storico ruolo nel sequel della TNT, i cui primi episodi vennero seguiti da 7 milioni di telespettatori, record per la rete.
Nella sua lunga e prestigiosa carriera recitò in numerose pellicole per il cinema: tra i suoi ruoli più interessanti sono da ricordare quelli in Prima vittoria (1965), accanto a John Wayne e Kirk Douglas, per la regia di Otto Preminger, Che diritto... con tre donne a letto (1970), nella parte di Maurice con Joan Collins, L'ultimo colpo dell'ispettore Clark (1973) nella parte di Tudor con Henry Fonda, La notte dell'aquila (1976) nella parte del colonnello Pitts con Michael Caine, Superman (1978), nella parte di un maggiore dell’esercito, con Marlon Brando e Gene Hackman, mentre nel 1981 fu diretto da Blake Edwards in S.O.B., dove interpretò la parte di Dick con William Holden.

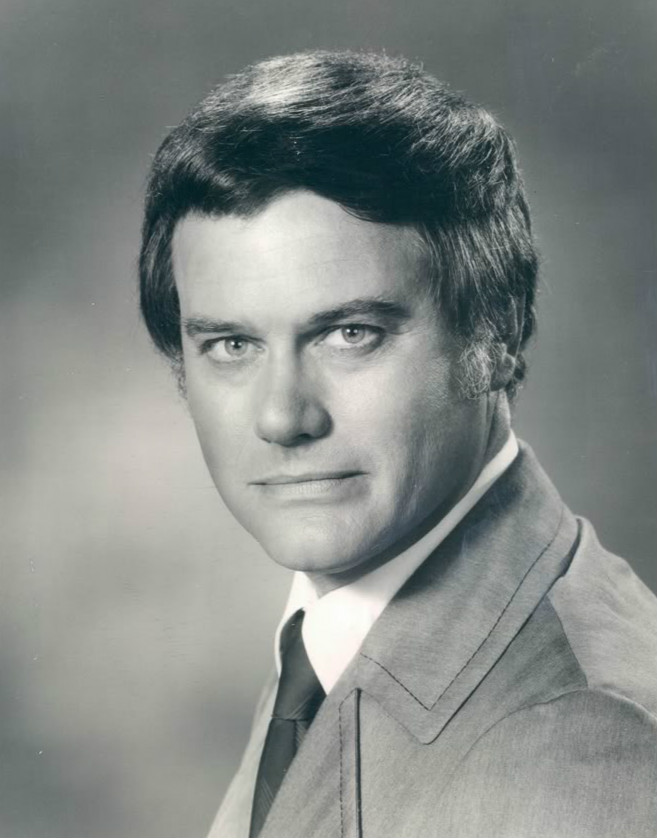
Larry Hagman nel 1973

Quando Dallas giunse al termine, dovette affrontare il cancro al fegato, la battaglia più difficile della sua vita, causato dall'alcolismo. Nel 1995 si sottopose a un trapianto di fegato che gli salvò la vita, subendo un intervento durato oltre 13 ore. Una volta guarito, terminò due lavori a cui teneva molto: i film Il terzo gemello (1997), basato sull'omonimo best seller di Ken Follett e I colori della vittoria (1998) di Mike Nichols, dove interpretò il Governatore Picker, a fianco di John Travolta, Emma Thompson, Billy Bob Thornton e Kathy Bates.
Fu contattato nel 2003 per interpretare un ruolo nella soap di successo mondiale Beautiful ma, causa ancora problemi di salute, fu costretto a rifiutare. Il vero ritorno sulle scene fu quindi nel 2006 e, tra gli altri ruoli, interpretò Burt nel famoso telefilm Nip/Tuck. Nello stesso anno fu ospite speciale in una puntata de I Simpson, dove diede voce al personaggio di Wallace Brady.
Nel 2010 prestò il suo volto come testimonial dell'impresa tedesca SolarWorld, girandone lo spot televisivo. L'attore venne scelto in quanto proprietario del più grande impianto solare fotovoltaico privato negli Stati Uniti, e quindi un grande sostenitore di questa impresa, tanto da venire appositamente in Italia a visitare l'impianto che SolarWorld donò al Vaticano a Roma.
Nel mese di dicembre 2010 venne scelto per interpretare il ruolo del fidanzato della madre di Lynette (interpretata da Felicity Huffman), nel telefilm Desperate Housewives. A partire dal 2012 tornò a vestire i panni di J.R. Ewing nella nuova serie del telefilm Dallas, recitando a fianco di altri due componenti del vecchio cast, Linda Gray e Patrick Duffy, anch'essi nei medesimi ruoli che ricoprivano nel telefilm originale. Fu inoltre svelato il cachet del cast ed Hagman fu l'attore più pagato della serie. Tra i tanti riconoscimenti mondiali ricevuti, da ricordare la stella con il suo nome sulla Hollywood Walk of Fame (1983) e la statua di cera che lo raffigura nel museo londinese Madame Tussaud's (1980).
Hagman, il cattivo per eccellenza della TV, paragonabile ad Alexis (Joan Collins) di Dynasty e Stephanie (Susan Flannery) di Beautiful, nella vita è stato totalmente diverso da J.R. e dagli altri ruoli che interpretò in TV e al cinema. Sposato con la stessa donna da oltre 50 anni, ebbe due figli, Heidi (nata nel 1958) e Preston (nato nel 1962). Hagman è morto il 23 novembre 2012 all'età di 81 anni, in un ospedale di Dallas per una recidiva del tumore al fegato. La sua salma venne cremata e le ceneri disperse.
Venne ricordato durante la cerimonia dei 65esimi Emmy Awards, trasmessa il 22 settembre 2013 dalla CBS. L'ottavo episodio della seconda stagione di Dallas che egli stava interpretando al momento della morte, intitolato Nulla è come sembra, è interamente dedicato a lui e in esso compaiono tanti personaggi della serie degli anni '80 tornati per una puntata a omaggiarlo e con l'intera sigla arrangiata appositamente per lui.

## Il successo mondiale con Dallas

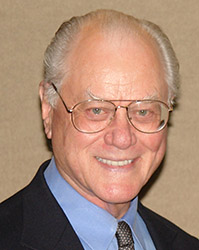
Larry Hagman nel 2006

Grazie al ruolo del cattivo J.R., Larry Hagman divenne una vera e propria icona televisiva, e Dallas ottenne un'affermazione a livello mondiale, Italia compresa (dove si aggiudicò 5 Telegatti). A confermare il successo furono gli episodi Chi ha sparato a J.R. (3ª stagione) e, La vita (senza J.R.) è meravigliosa? (14ª stagione), visti da milioni di spettatori in tutto il mondo. Lo stesso attore dichiarò in un'intervista che, conclusa la terza stagione, dovette cambiare città perché la sua famiglia e i media lo tormentavano per sapere chi avesse sparato a J.R..
Hagman è l'unico attore del cast ad aver preso parte a tutti i 357 episodi della serie dal 1978 al 1991, compresi i tre film-TV L'alba di Dallas (1986), che narra le vicende degli Ewing da giovani, Dallas: Il ritorno di J.R. (1996) e Dallas: La guerra degli Ewing (1998), questi ultimi due concludono tutto quello che è successo nella soap. Dal 2011 riprese il ruolo nel sequel trasmesso nel 2012 dalla TNT e in Italia sempre da Canale 5, che riporta l'omonimo titolo Dallas. La serie debuttò con un ottimo ascolto di 7 milioni di telespettatori, e così venne programmata una nuova stagione che andò in onda nel 2013.
Con il ruolo del perfido magnate del petrolio, Hagman ottenne grandi soddisfazioni professionali, ricevendo più volte la nomination ai Golden Globe e agli Emmy Awards e vincendo numerosi premi. Nella serie il suo personaggio trama cinicamente per ottenere i suoi scopi. Il suo obiettivo principale è quello di dirigere da solo, o col fratello Bobby (Patrick Duffy), la compagnia di famiglia, la celebre Ewing Oil, senza farla toccare da nessun altro, in particolar modo dal nemico di sempre Cliff Barnes (Ken Kercheval). Sposato a più riprese con Sue Ellen (Linda Gray), dalla loro unione nasce un figlio, John Ross. Altro storico obiettivo di J.R. è quello di separare il fratello Bobby dalla moglie Pamela (Victoria Principal), poiché sorella del nemico Cliff.

## Curiosità
- Il 25 novembre 2012 il Sunday Times pubblicò un aneddoto, raccontato dallo stesso attore che però ne aveva chiesto la divulgazione solo dopo la sua morte. Nei primi anni ottanta, Hagman era in vacanza in Romania quando venne avvicinato da persone dello staff del dittatore Ceausescu, i quali gli chiesero di poter usare la sua immagine di J.R. per la propaganda di regime. Con un colpo degno del miglior J.R., Hagman accettò chiedendo in cambio una busta anonima piena di soldi di buona valuta, da lasciare in un bagno per signore. Così avvenne; la moglie dell'attore trovò i soldi nel posto prestabilito, i due spesero tutto durante la loro vacanza e l'immagine del più famoso petroliere della storia della televisione venne usata per la propaganda.

## Filmografia

### Cinema
- I banditi di Poker Flat (The Outcasts of Poker Flat), regia di Joseph M. Newman (1958)
- Tempi brutti per i sergenti (No Time for Sergeants), regia di Mervyn LeRoy (1958)
- Sette contro la morte (The Cavern), regia di Edgar G. Ulmer (1964)
- Una nave tutta matta (Ensign Pulver), regia di Joshua Logan (1964)
- A prova di errore (Fail-Safe), regia di Sidney Lumet (1964)
- Prima vittoria (In Harm's Way), regia di Otto Preminger (1965)
- Il gruppo (The Group), regia di Sidney Lumet (1966)
- Che diritto... con 3 donne a letto (Up in the Cellar), regia di Theodore J. Flicker (1970)
- Il ritorno di Harry Collings (The Hired Hand), regia di Peter Fonda (1971)
- Compagni di viaggio (No Place to Run), regia di Delbert Mann (1972)
- L'ultimo colpo dell'ispettore Clark (The Alpha Caper), regia di Robert Michael Lewis (1973)
- Violenza in campo (Bloodsport), regia di Jerrold Freedman (1973)
- Amicizia meravigliosa (What are Best Friends For), regia di Jay Sandrich (1973)
- Harry e Tonto (Harry and Tonto), regia di Paul Mazursky (1974)
- L'uragano (Hurricane), regia di Jerry Jameson (1974)
- Il fantabus (The Big Bus), regia di James Frawley (1975)
- Codice 3: emergenza assoluta (Mother, Jugs & Speeds), regia di Peter Yates (1976)
- La notte dell'aquila (The Eagle Has Landed), regia di John Sturges (1976)
- Percorso infernale (Crash), regia di Alan Gibson (1977)
- Superman, regia di Richard Donner (1978)
- S.O.B., regia di Blake Edwards (1981)
- Gli intrighi del potere - Nixon (Nixon), regia di Oliver Stone (1995)
- I colori della vittoria (Primary Colors), regia di Mike Nichols (1998)
- Fuel, regia di Joshua Tickell (2008)
- The Flight of the Swan, regia di Nikos Tzimas (2010)

### Televisione
- West Point – serie TV, episodio 1x16 (1957)
- The DuPont Show of the Month – serie TV, episodio 1x10 (1958)
- Avventure in fondo al mare (Sea Hunt) – serie TV, 3 episodi (1958)
- Ai confini della notte (The Edge of Night) – soap opera, 9 puntate (1958-1961)
- Aspettando il domani (Search for Tomorrow) – soap opera, 7 puntate (1960)
- La parola alla difesa (The Defenders) – serie TV, 2 episodi (1963-1964)
- Mr. Broadway – serie TV, episodio 1x04 (1964)
- Gli inafferrabili (The Rogues) – serie TV, episodi 1x29-1x30 (1965)
- Strega per amore (I Dream of Jeannie) – serie TV, 139 episodi (1965-1970)
- Mistero in galleria (Night Gallery) – serie TV, episodio 1x01 (1970)
- Marcus Welby (Marcus Welby M.D.) – serie TV, 2 episodi (1970-1975)
- Questa sì che è vita (The Good Life) – serie TV, 15 episodi (1971-1972)
- Reporter alla ribalta (The Name of the Game) – serie TV, episodio 3x19 (1971)
- Love Story – serie TV, episodio 1x10 (1973)
- Una strana coppia (Sidekicks), regia di Burt Kennedy – film TV (1974)
- Pepper Anderson - Agente speciale (Police Woman) – serie TV, episodio 1x04 (1974)
- Uno sceriffo a New York (McCloud) – serie TV, episodio 5x02 (1974)
- Sulle strade della California (Police Story) – serie TV (1974-1979)
- McCoy – serie TV, episodio 1x01 (1976)
- Le strade di San Francisco (The Streets of San Francisco) – serie TV, episodio 4x10 (1975)
- Ellery Queen – serie TV, episodio 1x08 (1975)
- Barnaby Jones – serie TV, episodio 4x09 (1975)
- McMillan e signora (McMillan & Wife) – serie TV, episodio 6x05 (1977)
- Agenzia Rockford (The Rockford Files) – serie TV, episodio 4x11 (1977)
- Intimamente estranei (Intimate Strangers), regia di John Llewellyn Moxey – film TV (1977)
- L'amante del presidente (President's Mistress), regia di John Llewellyn Moxey – film TV (1978)
- Dallas – serie TV, 357 episodi (1978-1991)
- California (Knost Landing) – serie TV, 5 episodi (1980-1982)
- L'alba di Dallas (Dallas: The Early Years), regia di Larry Eilkann – film TV (1986)
- Dallas: Il ritorno di J.R. (Dallas: J.R Returns), regia di Leonard Katzman – film TV (1996)
- Orleans – serie TV, 8 episodi (1997)
- Il terzo gemello (The Third Twin), regia di Tom McLoughlin – film TV (1997)
- Dallas: La guerra degli Ewing (Dallas: War of The Ewings), regia di Michael Preece – film TV (1998)
- I Simpson (The Simpson) – serie TV, episodio 17x21 (2006) - voce
- Nip/Tuck – serie TV, 5 episodi (2006-2007)
- La nave dei sogni (Das Traumschiff) – serie TV, episodio 1x62 (2010)
- Desperate Housewives – serie TV, 2 episodi (2011)
- Dallas – serie TV, 17 episodi (2012-2013)

## Riconoscimenti

### Hollywood Walk of Fame
- Stella sull'Hollywood Boulevard per il suo contributo all'industria televisiva (1983)

### Golden Globe
Nomination:
- Miglior attore in una serie drammatica, per Dallas (1981)
- Miglior attore in una serie drammatica, per Dallas (1982)
- Miglior attore in una serie drammatica, per Dallas (1983)
- Miglior attore in una serie drammatica, per Dallas (1985)

### Emmy Awards
Nomination:
- Miglior attore protagonista in una serie drammatica, per Dallas (1980)
- Miglior attore protagonista in una serie drammatica, per Dallas (1981)

### Madame Tussaud's
- Statua di cera, (1980)

### Telegatto
Vinti:
- Miglior attore, per Dallas (1984)
- Premio alla carriera (di Platino), (1996)

### Soap Opera Digest Awards
Vinti:
- Miglior cattivo in una soap-opera, per Dallas (1984)
- Miglior cattivo in una soap-opera, per Dallas (1985)
- Miglior attore protagonista in una soap-opera, per Dallas (1986)
- Miglior cattivo in una soap-opera, per Dallas (1986)
- Miglior cattivo in una soap-opera, per Dallas (1988)
- Miglior cattivo in una soap-opera, per Dallas (1989)

Nomination:
- Miglior attore in un ruolo comico in una soap-opera, per Dallas (1986)
- Miglior coppia in una soap-opera (con Linda Gray), per Dallas (1986)
- Miglior coppia in una soap-opera (con Linda Gray), per Dallas (1988)

### Screen Actors Guild Awards
Nomination:
- Miglior cast cinematografico, per Gli intrighi del potere (1996)

### People's Choice Awards
Nomination:
- Miglior interpretazione maschile in una serie drammatica, per Dallas (1983)

### Bambi
Vinti:
- Personaggio dell'anno (1983)

### TV Land Award
Vinti:
- Premio alla carriera (2006)

### Lone Star Film & Television Awards
Vinti:
- Premio speciale, (1996)
- Miglior attore Televisivo, per Dallas: Il ritorno di J.R. (1997)

## Regista e produttore
Nella sua carriera ha anche praticato due attività, quelle di regista e produttore, spesso e volentieri di serie alle quali ha preso parte anche come attore.
Come regista:
- Strega per amore, 3 episodi (1967)
- Questa sì che è vita, 2 episodi (1971-1972)
- Beware! The Blob (1972), Film inedito in Italia
- Dallas, 30 episodi (1979-1991)
- L'ispettore Tibbs - Chi era Geil Bendi?, (1994) Film
- L'ispettore Tibbs, 7 episodi (1992-1994)

Come produttore:
- Dallas, 4 episodi (1988-1991)
- Dallas: Il ritorno di J.R. (1996), Film-Tv
- Dallas: La guerra degli Ewing (1998), Film-Tv

## Doppiatori italiani
Nelle versioni in italiano delle opere in cui ha recitato, Larry Hagman è stato doppiato da:
- Antonio Colonnello in Dallas, L'alba di Dallas, Dallas: il ritorno di J.R., Il terzo gemello, Dallas: La guerra degli Ewing, I colori della vittoria
- Massimo Turci in A prova di errore, S.O.B.
- Gino La Monica in Strega per amore, Nip/Tuck
- Michele Gammino in Ellery Queen
- Glauco Onorato in La notte dell'aquila
- Renato Mori in Gli intrighi del potere
- Dario Penne in Desperate Housewives
- Stefano De Sando in Dallas (2012)
- Oreste Rizzini in Harry e Tonto
- Massimo Lodolo in Dallas (ep. 3x09-10, 3x16-17, 3x19, 3x21)

Da doppiatore è sostituito da:
- Dante Biagioni ne I Simpson